# Fabienne Jährig
Fabienne Jährig (* 4. Oktober 2003) ist eine deutsche Radrennfahrerin, die auf Bahn und Straße aktiv ist.

## Sportlicher Werdegang
Seit 2017 ist Fabienne Jährig als Radsportlerin aktiv. 2019 belegte sie im Einzelzeitfahren bei der deutschen Meisterschaft der weiblichen Jugend Platz zwei. Im Jahr darauf startete sie bei den  Junioren-Europameisterschaften auf der Bahn und errang gemeinsam mit Hanna Dopjans, Lana Eberle, Marla Sigmund und Paula Leonhardt die Bronzemedaille in der Mannschaftsverfolgung. 2021 belegte sie mit Franzi Arendt, Lana Eberle und Justyna Czapla bei den Junioren-Europameisterschaften in der Mannschaftsverfolgung erneut Platz drei und wurde ebenfalls Dritte im Punktefahren.
2022 wurde Fabienne Jährig deutsche Meisterin der Elite im Punktefahren; im Ausscheidungsfahren wurde sie Zweite, in Scratch, Zweier-Mannschaftsfahren (mit Isabel Kämpfert) und Mannschaftsverfolgung jeweils Dritte. Wenige Tage später belegte sie bei den deutschen Straßenmeisterschaften im Einzelzeitfahren der U23-Frauen Platz 13. Im Jahr 2023 belegte sie bei der Tour de Berlin Feminin Platz vier.

## Erfolge

### Bahn
2020
- Junioren-Europameisterschaft – Mannschaftsverfolgung (mit Hanna Dopjans, Lana Eberle, Marla Sigmund und Paula Leonhardt)

2021
- Junioren-Europameisterschaft – Punktefahren, Mannschaftsverfolgung (mit Franzi Arendt, Lana Eberle und Justyna Czapla)

2022
- Deutsche Meisterin  – Punktefahren

2025
- U23-Europameisterin – Zweier-Mannschaftsfahren (mit Messane Bräutigam)